# جون كوتن دانا
جون كوتن دانا (بالإنجليزية: John Cotton Dana)‏ هو مدير متحف ‏ وأمين مكتبة أمريكي، ولد في 19 أغسطس 1856 في وودستوك في الولايات المتحدة، وتوفي في 21 يوليو 1929 في نيوآرك في الولايات المتحدة.